# Batalla de València
|  | Per a altres significats, vegeu «Batalla de València (1808)». |

La batalla de València fou un conflicte identitari que va enfrontar la societat valenciana en la transició democràtica espanyola, caracteritzada per una notable conflictivitat i violència, i que provocà una fractura política i social al País Valencià, especialment pel que fa al relat del valencianisme i els símbols del País Valencià. El seu epicentre i on amb major intensitat es va viure va ser a la Ciutat de València.

## Origen del conflicte
El conflicte va tenir el seu origen en la disgregació de la dreta a la fi del franquisme, part de la qual va ser exclosa de la plataforma que havia d'aglutinar els conservadors locals, que veient la fi del règim, havien optat pel reformisme per a canalitzar les seves carreres polítiques. Alhora, tot i que el nacionalisme valencià era feble políticament, durant els primers anys 1970 va aconseguir que els partits d'esquerra adoptessin posicions autonomistes, favorables a la unitat de la llengua i l'ús dels símbols com la senyera quadribarrada.
El conflicte esclatà arran de les eleccions generals espanyoles de 1977, on la UCD va obtenir el 33% dels vots i 11 escons, el PSPV-PSOE el 36,83% i 13 escons, el PCPV un 8,99% i 3 escons, i un escó el PSP-USPV, Aliança Popular i l'independent José Miguel Ortí Bordás. Esta derrota provocà que els dirigents de la UCD al País Valencià, encapçalats per Emilio Attard Alonso, que pertanyien al sector més reaccionari de la dreta valenciana, tinguessin por de ser desplaçats del poder polític i planegessin erradicar el predomini de l'esquerra mitjançant les coaccions, i adoptà l'anticatalanisme com a estratègia de xoc, atribuint intencions pancatalanistes al PSPV-PSOE.

## Evolució dels fets

José María Adán García i tots els procuradors en Corts valencians van presentar un escrit el 12 d'agost de 1976 on sol·licitaven l'autonomia econòmica, administrativa i cultural de la regió valenciana i que recollia les aspiracions de Lo Rat Penat, l'Ateneu Mercantil de València, la Federació de Societats Musicals, la Cambra Oficial de Comerç de València, l'Institut Valencià d'Economia, el Centre d'Estudis Polítics i Socials del Movimiento, les diputacions de València, Alacant i Castelló i associacions polítiques com l'Asociación Nacional para el Estudio de los Problemas Actuales (ANEPA), Frente Nacional Español, Unión Nacional i Unión del Pueblo Español (UDPE), una barreja de tradicionalistes, conservadors i reformistes.
El prec dels procuradors, entre els quals es trobaven l'alcalde de València, Miguel Ramón Izquierdo, Pedro Zaragoza i José Antonio Perelló Morales, s'havia presentat quatre mesos abans de la constitució de la Taula de Forces Polítiques i Sindicals del País Valencià, que aplegava els partits d'esquerra i nacionalistes oposats al règim i que proposaren engegar un procés autonòmic similar al que se seguia a Catalunya i al País Basc.
Simultàniament, es va constituir la UCD valenciana, a partir del Partido Popular de la Región Valenciana d'Emilio Attard Alonso, format per polítics vinculats al Movimiento Nacional, i arraconant els reformistes com Esteban Rodrigo de Fénech, Pedro Zaragoza o José María Adán García. Alguns d'estos sectors, exclosos d'UCD, com l'alcalde de València, Miguel Ramón Izquierdo, i el president de la Diputació, Ignacio Carrau, fundarien Unió Regional Valenciana (URV) el 1978, intentant blanquejar el seu passat franquista presentant-se com salvadors del poble valencià enfront d'una suposada invasió catalana.
A les eleccions de 1977, però, la UCD fou derrotada. Poc després es constituí l'Assemblea de Parlamentaris del País Valencià amb 41 membres, dels quals 25 eren d'esquerres. Attard va encarregar Fernando Abril Martorell, home de confiança d'Adolfo Suárez, i Manuel Broseta Pont, una nova estratègia per a guanyar les eleccions municipals i generals de 1979 i hi condicionar el procés d'elaboració de l'Estatut d'Autonomia. Va eliminar del partit els membres liberals com Francesc de Paula Burguera i Escrivà, José Antonio Noguera de Roig i Joaquín Muñoz Peirats i assumí els postulats anticatalanistes. Per a expandir-se popularment es valgueren del diari Las Provincias, dirigit per María Consuelo Reyna, del moviment faller i del València CF, així com de filòsofs i intel·lectuals com Juan Ferrando Badía i Gustavo Villapalos i el suport logístic del governador civil José María Fernández del Río

## Cronologia d'esdeveniments
- 1976 (abril). El sacerdot Pere Riutort és agredit físicament per instigació de Ramón Pascual Lainosa, president de la Junta Central Fallera.[3]
- 1976 (juliol) Una bomba esclata a l'estadi del Llevant UE la nit abans de la Trobada dels pobles.[3]
- 1976 (5 d'agost) Bomba a la llibreria La Araña.[3]
- 1976 (12 de novembre) El degà de Filosofia i Lletres, una professora i un bidell són agredits a la Universitat de València.[3]
- 1976 (29 de novembre) La policia carrega contra els portadors de senyeres quatribarrades durant les falles.[3]
- 1977 (9 d'octubre) Insults als parlamentaris a la processó de la senyera municipal, i atac a la Casa de Catalunya.[3] També hi ha una gran manifestació per l'autonomia[4] que seria l'última volta en anys on les senyeres coronades i les nues conviurien al mateix acte.
- 1978 (3 de febrer) Boicot dels blavers al col·loqui en l'Ateneu Mercantil de València sobre autonomia i església valenciana.[3]
- 1978 (23 de febrer) Apareix el periòdic Som, òrgan del Grup d'Acció Valencianista, escamot violent.[3]
- 1978 (13 de març) Irrupció d'activistes blavers al Palau de Benicarló, on es reuneix l'Assemblea de Parlamentaris.[3]
- 1978 (10 d'abril) Incidents en una concentració d'elements blavers i de Fuerza Nueva durant la constitució del Consell del País Valencià.[3]
- 1978 (maig) Ignacio Carrau encapçala una manifestació en desgreuge a Jaume I, convocada per URV, GAV, AP i Fuerza Nueva. Acaba amb atacs a la seu regional de TVE al País Valencià i a la casa de Manuel Sanchis Guarner.[3]
- 1978 (setembre) Manifestacions violentes d'aficionats ultres a partits de futbol del València C.F.[3]
- 1978 (8 d'octubre) Bomba contra l'Aplec del País Valencià, a la plaça dels bous.[3]
- 1978 (17 d'octubre) Envien un paquet bomba a la casa de Joan Fuster, que provoca estralls.[3]
- 1978 (26 d'octubre) Grups blavers intenten assaltar el Palau de la Generalitat Valenciana, i insulten el president, Josep Lluís Albinyana.[3]
- 1978 (novembre) Esclata una bomba a un cinema d'Alcoi on es projectava la pel·lícula La portentosa vida del pare Vicent del director valencià Carles Mira i amb l'actor català Albert Boadella com a protagonista encarnant sant Vicent Ferrer.
- 1978 (4 de desembre) Paquet bomba contra Manuel Sanchis Guarner que provoca estralls.[3]
- 1978 (desembre) Desenes d'ultres boicotegen un cicle de conferències a la Universitat de València sobre Vicente Blasco Ibáñez i acorralen als ponents Manuel Sanchis Guarner, Alfons Cucó i Jaume Pérez Montaner.
- 1979 (abril) El Consell decideix adoptar com a bandera la senyera de les quatre barres. Bombes als domicilis de Josep Lluís Albinyana i Fernando Martínez Castellano, alcalde electe de València. Insults a Albinyana a l'aeroport, assalts a les Conselleries de Cultura i Treball, senyeres retirades per incontrolats. Cremada de llibres "catalanistes" a la plaça de Manisses, davant de la Diputació Provincial.[3]
- 1979 (12 de maig) UCD convoca un "acte d'afirmació valencianista", de tipus blaver, on reuneix entre 20.000 i 30.000 persones.[5]
- 1979 (3 de setembre) Josep Lluís Albinyana i Manuel Girona Rubio, president de la diputació valenciana, agredits a Quart de Poblet quan assistien al ple per a demanar autonomia segons l'article 151 de la Constitució espanyola de 1978.[3]
- 1979 (28 de setembre) Alfons Cucó, senador pel PSPV-PSOE, interpel·la al govern sobre el clima de violència a València, reclamant la destitució del governador civil de València.
- 1979 (9 d'octubre) L'alcalde de València, Ricard Pérez Casado, i el president de la Diputació Provincial, Manuel Girona, socialistes, així com autoritats acadèmiques i membres de la corporació municipal són agredits per grups anticatalanistes durant la processó cívica entre l'Ajuntament i l'estàtua de Jaume I per acompanyar la bandera de la ciutat. "A mi me sacaron una navaja y una pistola" recorda Pérez Casado. "De eso hay fotografías, y algunos de los que participaron en los altercados son hoy militantes del PP y tienen cargos públicos", afegeix. "Aquello fue bestial, una auténtica violencia civil contra instituciones absolutamente democráticas". "Pero lo que no perdonaré jamás", assegura l'ex-alcalde de València, "és que le dijeran a mi hijo, con sólo cuatro años de edad: ‘a tu padre lo vamos a matar’”.
- 1979 (a mitjans octubre) atacs a les seus del PCPV i del Sindicat Lliure de la Marina Mercant. Alfons Cucó, senador pel PSPV-PSOE, interpel·la al govern espanyol sobre el clima de violència a València.[3]
- 1979 (17 de desembre) Josep Lluís Albinyana presenta la seua dimissió com a President del Consell del País Valencià.[4]
- 1980 (gener) La senyera nua de la Diputació és cremada dues vegades.[3] El 14 de gener, Enric Monsonís, com a President del Consell del País Valencià, lleva la senyera nua del balcó del Palau de la Generalitat Valenciana, si bé no la substitueix per cap.[6]
- 1980 (8 de febrer) Joan Lerma és reelegit Secretari General de la Federació valenciana del PSOE. Els partidaris de Josep Lluís Albinyana perden influència.[6]
- 1980 (abril) El govern de la UCD decideix que el País Valencià accedisca a l'autonomia per l'article 143. Broseta justifica la decisió adduint que no es donen les condicions objectives per a accedir pel 151.[6]
- 1980 (juny) Judici contra Pascual Martín Villalba (GAV), qui acusà Sanchis Guarner de posar-se ell mateix la bomba.[3]
- 1980 (10 juliol) Blavers amenacen Manuel Girona a la porta de la Diputació de València.[3]
- 1980 (tardor) Agressió a Josep Guia i la seua família.[3]
- 1980 (novembre) És metrallat el bar El Sifó, al carrer del Mar de València.[3]
- 1981 (maig) Explosió d'un artefacte davant de la seu del PCPV a Alacant.[3]
- 1981 (11 de setembre) nova bomba a la casa de Joan Fuster.[3]
- 1981 (desembre) Pel recorregut del soterrament de Manuel Sanchis Guarner uns desconeguts havien fet una pintada que deia: «Sanchis Guarner, per fi has caigut».

## Conseqüència del conflicte
Malgrat les coaccions i violència mediàtica, a les eleccions generals espanyoles de 1979 UCD va augmentar 5 diputats i va empatar a 19 escons amb el PSPV-PSOE, però el PCPV va obtenir 3 escons i l'esquerra va seguir sent majoritària en l'Assemblea de Parlamentaris. Tot i això, el PSPV-PSOE va destituir i marginar Josep Lluís Albinyana, considerat massa nacionalista, i va acabar cedint. L'agitació i la violència al carrer determinaren en bona part les negociacions que mantenien les forces polítiques valencianes per a redactar l'Estatut d'Autonomia del País Valencià, que va donar el conegut com Estatut de Benicàssim on les diferents forces valencianes van pactar la denominació de País Valencià junt amb la senyera quatribarrada, amb franja blava que contenia l'escut de la Generalitat. Finalment l'Estatut va ser enviat a Madrid i allà va ser modificat i aprovat el 1982 mercè un pacte entre Alfonso Guerra, Fernando Abril Martorell i Emilio Attard Alonso per la via disposada en l'article 143 de la Constitució, en lloc de per la via de l'article 151. Així es canvià la senyera quatribarrada de la Corona d'Aragó (oficial al País Valencià entre 1978 i 1980, amb l'escut del Consell al mig) per la senyera coronada (amb franja blava) i s'adoptà el nom de Comunitat Valenciana en compte de País Valencià.
L'ensulsiada definitiva de la UCD com a partit el 1981, la victòria del PSOE a les eleccions generals espanyoles de 1982, l'aprovació de l'estatut d'autonomia i les primeres eleccions a les Corts Valencianes de 1983, en les que Unió Valenciana (successora d'URV) va obtenir representació parlamentària, van provocar que el blaverisme entrés en la via institucional i abandonés els actes de violència directa. Endemés, el partit vencedor a les eleccions autonòmiques, el PSPV-PSOE, tot i les reticències blaveres, va mantenir tota la simbologia pactada, encara que defensà les Normes de Castelló com a oficials per a introduir la llengua a les escoles.
El blaverisme va obtindre una victòria al carrer durant el conflicte, fet que li va valdre una hegemonització del discurs anticatalanista i regionalista com a discurs sobre el fet valencià amb major visibilitat social. Tanmateix, tot i els èxits d'Unió Valenciana a la dècada de 1980 i principis de la dècada de 1990, el blaverisme va ser incapaç d'articular-se com a moviment polític implantat arreu del País Valencià, en ser incapaç de penetrar a àrees del territori que no foren aquelles on va rebre el seu suport inicial, la Ciutat de València i les comarques limítrofes. A més, l'èxit polític parcial no va suposar cap avanç rellevant a escala social per al seu discurs cultural. Segons vagen avançant les dècades dels anys 80 i 90 i vaja fent-se palès el fracàs social del pancatalanisme, la societat valenciana deixarà de percebre l'anti-pancatalanisme com un moviment políticament necessari.
D'altra banda, el nacionalisme valencià fusterià es va veure privat de la seua força política durant la transició, tot recloent-se en una esfera cultural controlada políticament per formacions amb seu a Madrid.
Com a resultat del conflicte, molts valencians i la majoria dels valencians d'adopció van optar per inhibir-se del conflicte tot abraçant els discursos castellanitzadors, aliens a la disputa, i rebutjant el nacionalisme valencià per identificar-lo amb el pancatalanisme o altres discursos radicalitzats.